# San Simón, Tabasco
San Simón är en ort i Mexiko.   Den ligger i kommunen Nacajuca och delstaten Tabasco, i den sydöstra delen av landet, 700 km öster om huvudstaden Mexico City. San Simón ligger 4 meter över havet och antalet invånare är 1 131.
Terrängen runt San Simón är mycket platt. Runt San Simón är det tätbefolkat, med 356 invånare per kvadratkilometer. Närmaste större samhälle är Jalpa de Méndez, 7,5 km söder om San Simón. Trakten runt San Simón består till största delen av jordbruksmark.